# Gert Fröbe
Gert Fröbe, celým jménem Karl Gerhart Fröbe (25. února 1913 Cvikov – 5. září 1988 Mnichov) byl německý herec, recitátor a kabaretiér.
Narodil se v Oberplanitz (od roku 1943 část města Zwickau). Původně se živil jako barový houslista, od roku 1933 byl jevištním výtvarníkem v drážďanské Semperově opeře, kde Erich Ponto objevil jeho herecký talent. Získal angažmá ve vídeňském Volkstheateru, za druhé světové války sloužil u sanity.
V roce 1948 debutoval ve filmu Berliner Ballade jako představitel typického Němce nazvaného Otto Normalverbraucher. Ve své filmové kariéře ztvárnil více než sto rolí. Hrál sadistického vraha dětí ve filmu Stalo se za bílého dne, který natočil Ladislao Vajda podle námětu Friedricha Dürrenmatta. Mezinárodní proslulost mu přinesl válečný film Nejdelší den a v roce 1964 dostal svoji životní roli Aurica Goldfingera, hlavního padoucha v bondovce Goldfinger. Mezi dalšími výraznými postavami, které ztvárnil, byl akurátní pruský důstojník v komedii Báječní muži na létajících strojích, generál Dietrich von Choltitz ve filmu René Clémenta Hoří už Paříž?, Grigorij Jefimovič Rasputin ve filmu Zabil jsem Rasputina, který režíroval Robert Hossein, William Blore v adaptaci detektivky Deset malých černoušků, titulní role v dětském filmu Loupežník Hocenploc podle předlohy Otfrieda Preußlera, policejní inspektor Bauer v Bergmanově Hadím vejci nebo zbrojařský magnát Velryba ve filmu Rána deštníkem. Účinkoval také v dabingu, v rozhlasových hrách a v televizním seriálu Die Schwarzwaldklinik.
V letech 1934 až 1937 byl členem NSDAP. V Izraeli se proto jeho filmy nesměly promítat, zákaz byl zrušen teprve poté, co několik svědků potvrdilo, že Fröbeho rodina za války pomáhala pronásledovaným Židům.
Byl pětkrát ženatý. V roce 1961 získal Cenu Ernsta Lubitsche a v roce 1973 Záslužný řád Spolkové republiky Německo.